# Dares (Gattung)

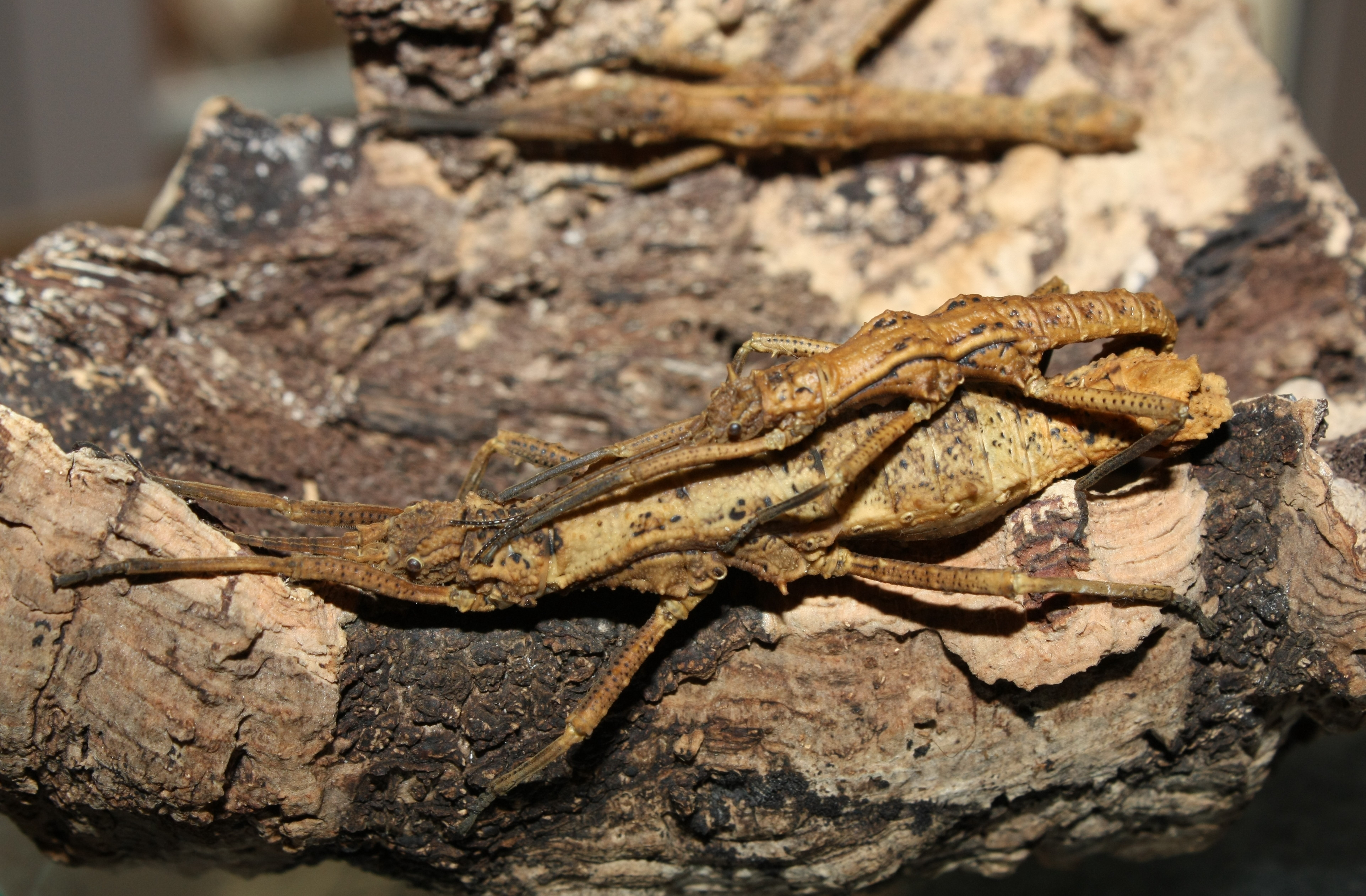
Dares philippinensis, Pärchen

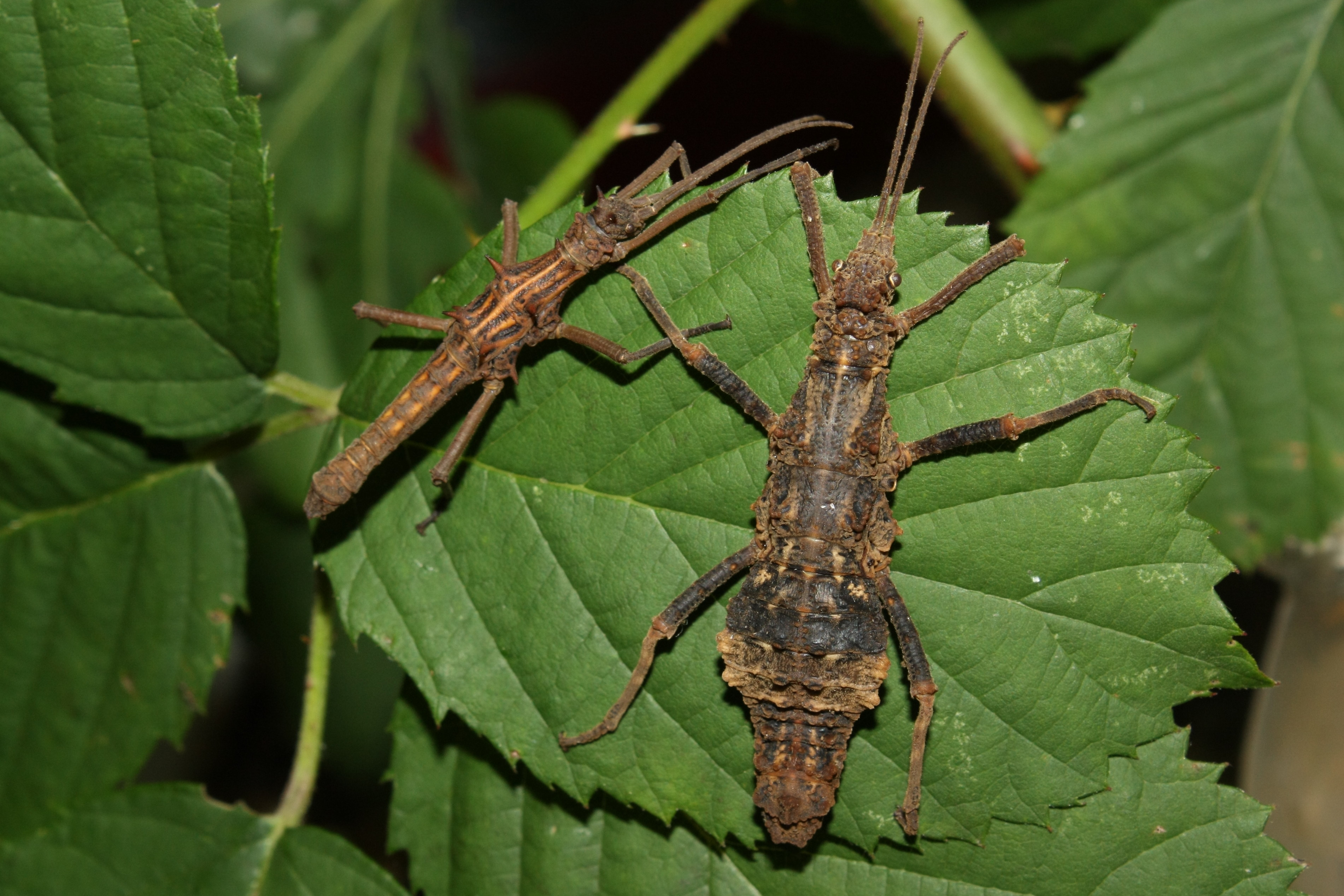
Dares ulula, Pärchen

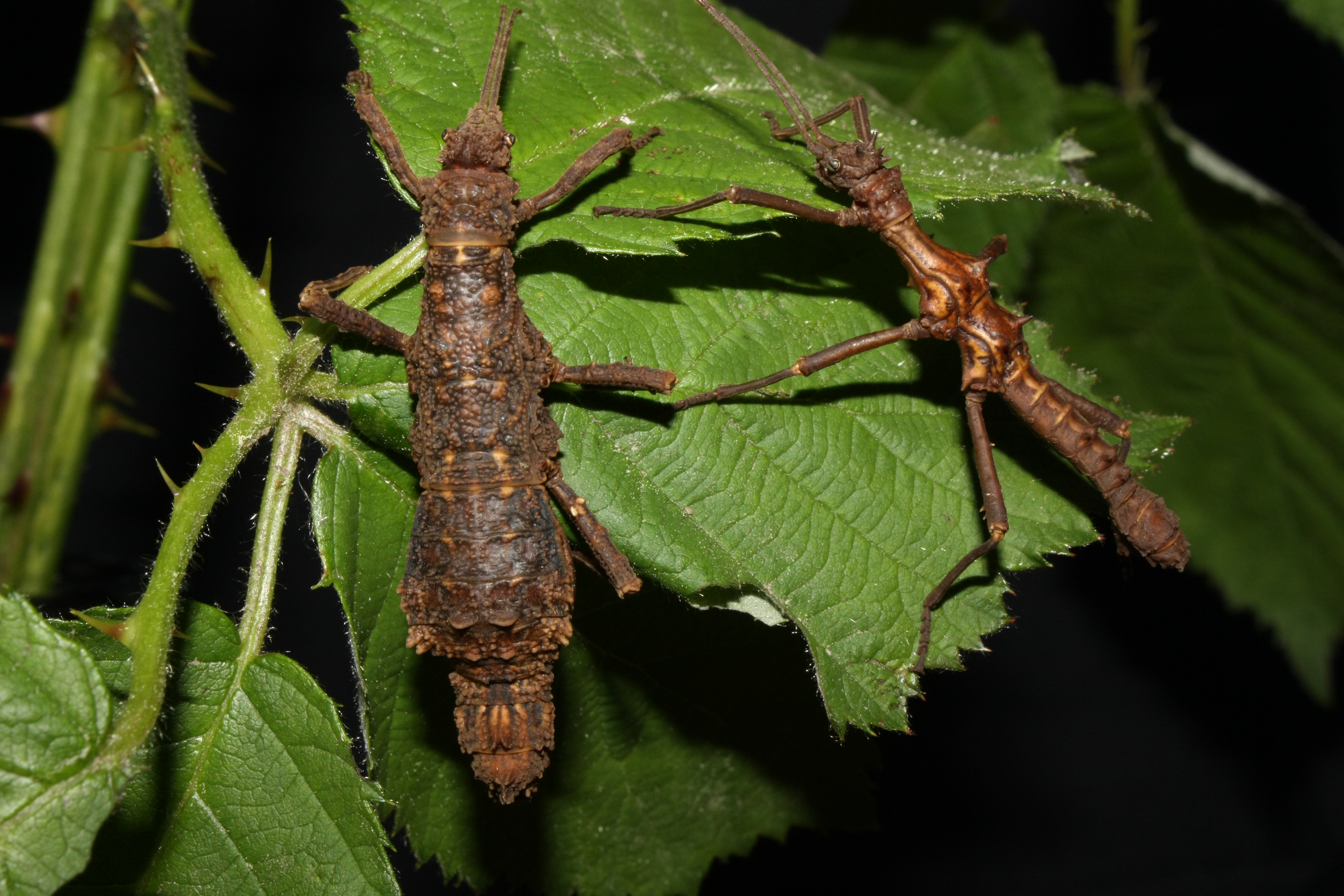
Dares validispinus, Pärchen

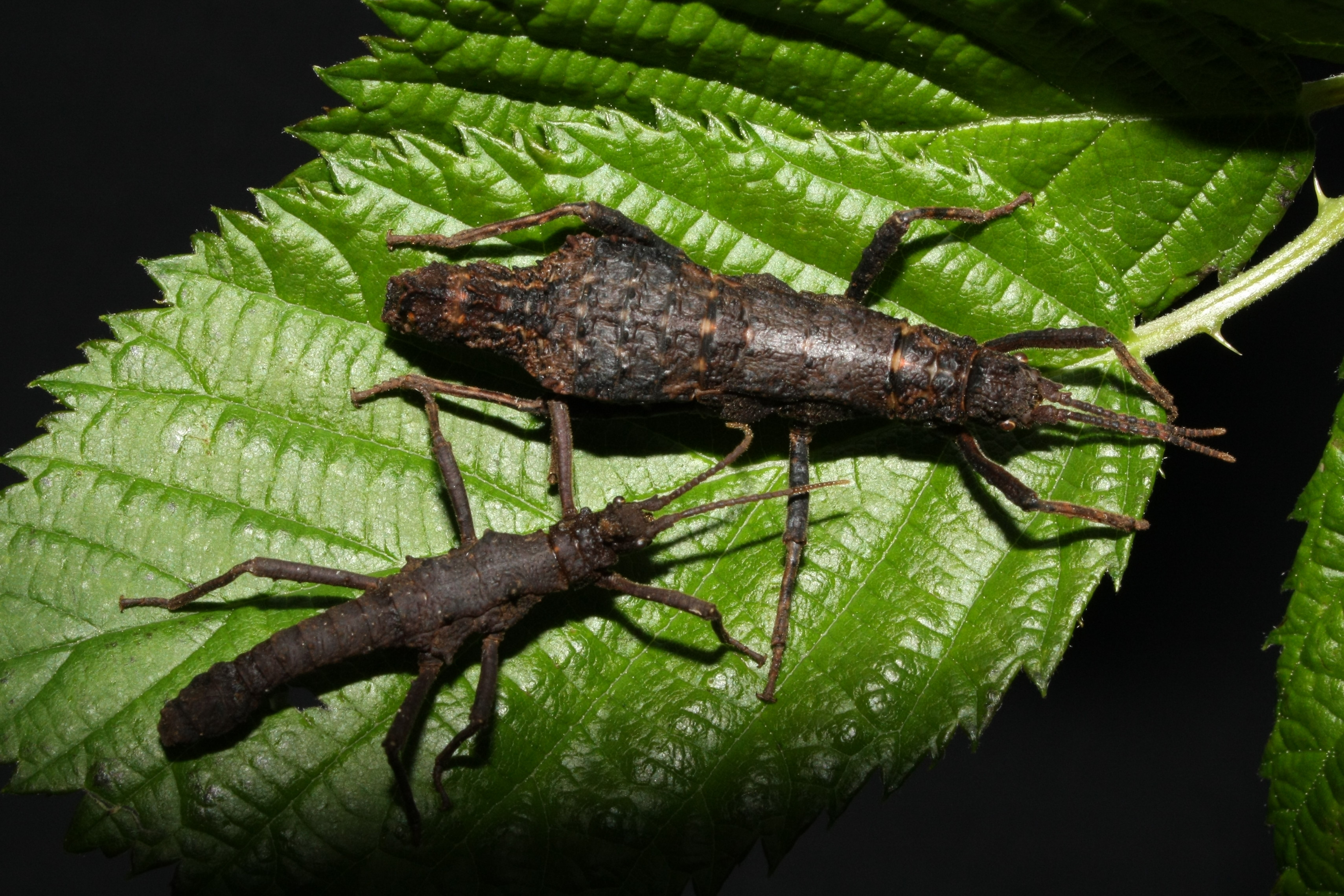
Pärchen von Dares murudensis, welche zunächst als Dares sp. 'Crocker Range' in die Terraristik eingeführt wurde

Die auf Borneo und Palawan beheimatete Gattung Dares vereint relativ kleine und meist dunkel gefärbte Gespenstschrecken-Arten.

## Merkmale
Die Vertreter dieser Gattung sind mit 25 bis 45 Millimetern im männlichen und 30 bis 55 Millimetern im weiblichen Geschlecht durchweg sehr klein. Wie für die Dataminae typisch sind beide Geschslechter flügellos und die Weibchen haben keinen Legestachel zur Eiablage. Im Unterschied zu anderen Gattungen wie Pylaemenes oder Orestes ist das Mesonotum kürzer als die doppelte Länge des Pronotums. Die Zeichnung zeigt unterschiedliche Beige-, Gelb- und Brauntöne und ist bei den Männchen meist in mehr oder weniger arttypischen Mustern vorhanden. Ebenfalls charakteristisch für die jeweilige Art ist die Ausprägung der recht langen und spitzen Stacheln der Männchen, die auf dem Kopf, dem Thorax und mehr oder weniger deutlich auf dem Abdomen zu finden sind. Die häufig nicht so kontrastreich gezeichneten Weibchen sind nicht stachlig, sondern auf dem ganzen Körper mit Tuberkeln bedeckt. Im Habitus erscheinen sie viel breiter als die eher schlanken Männchen. Bei adulten, eierlegenden Weibchen ist das Abdomen deutlich verdickt. Wobei bei ihnen der mittlere Abdomenbereich zu den Seiten abgeflacht und stark verbreitert ist.

## Lebensweise und Fortpflanzung
Die nachtaktiven Tiere verstecken sich tagsüber in der Laubschicht des Bodens oder an bzw. hinter Rinde. Sie sind tagsüber sehr träge und stellen sich tot, wenn sie entdeckt werden. Bei Berührung lassen sie sich mit lang ausgestreckten Vorderbeinen und Fühlern, sowie an den Körper angelegten, angewinkelten Mittel- und Hinterbeinen zu Boden fallen, wo sie in Schreckstarre verharren. Die Weibchen legen während ihres durchschnittlich zweijährigen Lebens lediglich ein bis drei Eier pro Woche in den Boden ab. Diese sind 2,5 bis 4,0 Millimeter lang und 2,5 bis 3,1 Millimeter breit und je nach Art mehr oder weniger behaart. Die 7 bis 15 Millimeter langen Nymphen schlüpfen nach drei bis sechs Monaten und benötigen mehr als ein halbes Jahr um adult zu werden.

## Systematik
Im Jahr 1875 errichtete Carl Stål in der Erstbeschreibung von Dares validispinus die Gattung Dares. Außerdem überstellte er in diese Gattung eine bereits 1859 von John Obadiah Westwood als Acanthoderus ulula beschriebene Art. Als Typusart legte William Forsell Kirby 1904 Dares validispinus fest. Josef Redtenbacher beschrieb 1906 zwei weitere bis heute gültige  Arten, sowie zwei Arten die später als Synonyme zu Dares ulula erkannt wurden. Erst Philip Bragg fand bei seinen umfangreichen Arbeiten über die auf Borneo lebenden Phasmiden fünf weitere Dares-Arten, die er alle 1998 beschrieb. In derselben Arbeit beschrieb er auch eine gut 20 Jahre zuvor auf der philippinischen Insel Palawan gefundene Art als Dares philippinensis. Eine im Jahr darauf von Oliver Zompro und Ingo Fritzsche als Dares ziegleri beschriebene Art, wurde 2021 durch Joachim Bresseel und Kawin Jiaranaisakul in die Gattung Orestes gestellt. Eine 2004 von Zompro vorgenommene Überstellung von Orestes guangxiensis (damals gültiger Names Pylaemenes guanxiensis) in die Gattung Dares, wurde schon 2006 von Paul D. Brock und Masaya Okada wieder rückgängig gemacht.
Eine 2021 von Sarah Bank et al. veröffentlichte, vor allem auf Genanalysen basierende Arbeit zur Ausbreitung der Heteropterygidae zeigte bezüglich der dort untersuchten Dares-Arten, dass es sich bei dieser Gattung um eine monophyletische Gruppe handelt, in welche noch zwei ebenfalls untersuchte, bisher unbeschriebene oder zumindest unidentifizierte Arten gehören (siehe Kladogramm).
Gültige Arten sind:
- Dares breitensteini Redtenbacher, 1906
- Dares kinabaluensis Bragg, 1998
- Dares mjobergi Bragg, 1998
- Dares multispinosus Bragg, 1998
- Dares murudensis Bragg, 1998
- Dares navangensis Bragg, 1998
- Dares philippinensis Bragg, 1998
- Dares planissimus Bragg, 1998
- Dares ulula (Westwood, 1859)

(Syn. = Dares calamita Redtenbacher, 1906)
(Syn. = Dares corticinus Redtenbacher, 1906)
- Dares validispinus Stål, 1875
- Dares verrucosus Redtenbacher, 1906
  - Dares verrucosus verrucosus Redtenbacher, 1906
  - Dares verrucosus tawauensis Seow-Choen, 2016

## Terraristik
In den Terrarien der Liebhaber sind bisher mindestens fünf Arten zu finden. Dares validispinus wurde bereits 1979 erstmals eingeführt und erhielt von der Phasmid Study Group die PSG-Nummer 38. Dares verrucosus wurde seit 1984 mehrfach eingeführt und erhielt die PSG-Nummer 69. Seit 1991 wurde mehrfach die unter der PSG-Nummer 117 geführte Dares ulula importiert. Sie gilt als die heikelste der in Zucht befindlichen Arten. Ähnlich oder identisch mit Dares ulula ist ein Zuchtstamm, welcher nach seinem Fundort, einem Nationalpark in Sarawak, als Dares sp. 'Gunung Gading' angesprochen wird. Daneben ist unter der PSG-Nummer 332 eine von Bragg und Paul Jenning 2006 gesammelte Art in Zucht, welche zunächst wiederum nach ihrem Fundort im Crocker Range National Park als Dares sp. 'Crocker Range' bezeichnet wurde. Sie wurde 2014 von Thies Büscher als die bereits 1998 von Bragg anhand eines Weibchens beschriebene Dares murudensis identifiziert. Etwa seit 2010/2011 wird als fünfte Art Dares philippinensis gehalten und gezüchtet. Sie erhielt die PSG-Nummer 331.
Dares-Arten benötigen nur kleine Terrarien mit hoher Luftfeuchtigkeit und Bodengrund zur Eiablage. Fast alle lassen sich mit Blättern von Brombeeren oder Eichen ernähren.